# 维也纳森林的故事
维也纳森林的故事（德語：Geschichten aus dem Wienerwald），作品325，是小约翰·施特劳斯于1868年创作的圆舞曲，于1869年6月在维也纳首演。这首曲子与“蓝色的多瑙河”一样，作为小约翰·施特劳斯的代表作品而深受大众喜爱。它和之前的第324号作品“电闪雷鸣波尔卡”为同时期作品。
这部作品既是维也纳音乐的标志性作品，也是一部表达作曲家爱国心的作品。位于奥地利首都维也纳郊外的这片“维也纳森林”自古至今都是维也纳人们休憩的场所，小约翰·施特劳斯也为这里的自然美景所感动而创作了这部作品。
乐曲相比一般的圆舞曲来说结构更为复杂，有些部分显得更适合于演奏会而不是作为华尔兹舞蹈的伴奏。在序奏部分里，作者使用了德国南部和奥地利一带的民族乐器乐曲齐特尔琴，用以表达维也纳与周边地区的相互融合。

## 分析

### 配器
依照工具書《管弦樂作品手冊》指示，本曲配器可簡記為"*2 2 2 2—4 3 3 1—tmp+2—hp, opt zither—str"。

### 解說
全曲由五个圆舞曲组成，前面有引子，后面有尾声。乐曲的开始是一段很长的引子，两支圆号牧歌式的吹奏宣告了黎明的到来，紧接着是管乐模仿小鸟婉转的鸣叫，齐特尔琴的加入更增添了浓厚的乡土色彩。引子之后便是五段的圆舞曲，反复表现了森林的美景、人们在森林里轻歌曼舞的场景。尾声部分同样很长，前面的旋律又重复出现，最后以合奏的形式结束了全曲。

## 外部連結
- 《维也纳森林的故事》：国际乐谱典藏计划上的乐谱